# Roemenië op de Olympische Winterspelen 1928
Tijdens de Olympische Winterspelen van 1928, die in Sankt Moritz (Zwitserland) werden gehouden, nam Roemenië voor de eerste keer deel.

## Deelnemers en resultaten

### Bobsleeën
| Olympiër                                                                              | Discipline                  | Resultaat | Prestatie                |
| ------------------------------------------------------------------------------------- | --------------------------- | --------- | ------------------------ |
| Alexandru Berlescu Petre Petrovici Horia Roman Eugen Ștefănescu Constantin Rădulescu  | 4/5-mansbob (m) Roemenië I  | 19e       | 3.24,6 (1.43,8 / 1.40,8) |
| Grigore Socolescu Mircea Socolescu Iulian Gavhat Toma Petre Ghițulescu Traian Nitescu | 4/5-mansbob (m) Roemenië II | 7e        | 3.32,2 (1.47,3 / 1.44,9) |

De reserves bij het bobsleeën, Aisiman, F. Ferry, I. Arsenie en M. Georgescu namen niet deel.
Argentinië · België · Canada · Duitsland · Estland · Finland · Frankrijk · Groot-Brittannië · Hongarije · Italië · Japan · Joegoslavië · Letland · Litouwen · Luxemburg · Mexico · Nederland · Noorwegen · Oostenrijk · Polen · Roemenië · Tsjecho-Slowakije · Verenigde Staten · Zweden · Zwitserland